# Айзек Кешден
Айзек Кешден (нар. 19 листопада 1905, Нью-Йорк – 20 лютого 1985, Лос-Анджелес) - американський шаховий гросмейстер і шаховий літератор. Дворазовий переможець Відкритого чемпіонату США (1938, 1947). П'ять разів грав за США на шахових олімпіадах, виборовши в загальному підсумку дев'ять медалей, і його олімпійський рекорд залишається найкращим за весь час серед американських гравців.
Кешдена часто в Європі називають 'дер Кляйне Капабланка' (по-німецьки "маленький Капабланка") через його здатність здобувати перемоги в здавалося б рівній позиції. Чемпіон світу Олександр Альохін називав його одним з найбільш ймовірних своїх наступників. Однак, Кешден не міг ґрунтовно зайнятися шаховою кар'єрою через фінансові причини, пік його шахової кар'єри збігся з Великою депресією. Йому довелося заробляти на життя собі і своїй сім'ї, працюючи страховим агентом і адміністратором.

## Життєпис

### Ранні роки
Кешден був євреєм, який навчався в Сіті Коледжі у 1920-х роках.

### Зірка олімпіад
Він грав п'ять разів за збірну США на шахових олімпіадах, і досягнув таких результатів:
- 1928 року грав на першій шахівниці на 2-й шаховій Олімпіаді в Гаазі (+12 -1 =2).
- У 1930 році грав на першій шахівниці на 3-й шаховій Олімпіаді в Гамбурзі (+12 -1 =4).
- 1931 року грав на першій шахівниці на 4-й шаховій Олімпіаді в Празі (+8 -1 =8).
- У 1933 році грав на першій шахівниці на 5-й шаховій Олімпіаді у Фолкстоні (+7 -1 =6).
- 1937 року грав на третій шахівниці на 7-й шаховій Олімпіаді в Стокгольмі (+13 -1 =2).

У Стокгольмі в 1937 році він набрав 14/16, найкращий індивідуальний результат серед всіх гравців. Його олімпійський рекорд за весь час становить 79.7% (+52 -5 =22), найкращий показник серед американських гравців усіх часів. Кешден виграв чотири командні медалі: три золоті (1931, 1933, 1937), одну срібну (1928), і п'ять особистих медалей: дві золоті (1928, 1937), одну срібну (1933), та дві бронзи (1930, 1931).
Серед гравців, які грали у відкритій секції на чотирьох і більше олімпіадах, відсоток перемог Кешдена є четвертим найкращим в історії, поступаючись лише чемпіонам світу Михайлові Талю, Анатолію Карпову, і Тигранові Петросяну.

### Успіхи в Європі та Америці
У Франкфурті в 1930 році Кешден посів друге місце (позаду Арон Німцовича) і виграв у Стокгольмі. Він виграв у Дьйорі в 1930 році з результатом 8.5/9. 1930 року він переміг Лайоша Штейнера у матчі (+4 -3 =2) в Дьйорі, і програв матч проти Йости Штольца (+2 -3 =1) у Стокгольмі. Кешден переміг Чарльза Яффе 3-0 в матчі в Нью-Йорку 1930.
У Нью-Йорку 1931 Кешден посів друге місце з результатом 8,5/11, за Хосе Раулем Капабланкою. У Бледі 1931 набрав 13.5/26 поділивши 4-7 місця, Алехін завершив той турнір без поразок 20.5 очок. В 1931/32 в Гастінгсі посів друге місце, поступившись Сало Флорові, з 7.5/9. В 1932 році в Мехіко поділив перше місце з Алехіним з 8.5/9, та посів друге місце слідом за Алехіним в Пасадені з 7,5/11. В Лондоні 1932 поділив 3-4-те місця з 7,5/11, а перемогу там святкува Алехін. В Сірак'юсі 1934 посів 2 місце з 10.5/14, виграв там Самуель Решевський. На відкритому чемпіонаті США / Western Open, Чикаго 1934, Кешден набрав 4.5/9 у фіналі, поділивши 5-6-те місця, а титул поділили Решевський і Рубен Файн. На відкритому чемпіонаті США (тоді відомий як Western Open), Мілвокі 1935, Кешден посів 3-тє місце з пезультатом 6.5/10, а переможцем став Файн.

### Виграш відкритого чемпіонату США, розчарування на чемпіонаті США
Кешден виграв Відкритий чемпіонат США з шахів 1938 року (спільно з Ізраелем Горовіцем) у Бостоні і в 1947 році в Корпус-Крісті. Він також поділив 2-4-те місця в Балтиморі 1948 року з результатом 9/12, відставши на пів-очка від Вівера Адамса.
Але Кешден не вигравав "закритого" чемпіонату США. Арнольд Денкер і Ларрі Парр називають це головною невдачею його шахового життя, оскільки якби він зміг там здобути перемогу, то це, можливо, дало б йому фінансові ресурси щоб займатися шахами постійно. Денкер і Парр стверджували, що "від 1928 року Кешден був явно найкращим гравцем у Сполучених Штатах, але старіючий Френк Маршалл був прив'язаний до свого титулу". Кешден "торгувався і тягався з Френком протягом багатьох років, поки Маршалл добровільно не відмовився від корони. Результат: перша сучасна американська першість відбулась 1936 року. Але дотоді Рубен Файн і Самуель Решевський перевершили" Кешдена.
Результати Кешдена на чемпіонатах США:
- посів 5-те місце в 1936 році в Нью-Йорку з 10/15, переміг Решевський[12]
- посів 3-тє місце у 1938 році в Нью-Йорку, Решевський повторив перемогу;[13]
- посів 3-тє місце у Нью-Йорку 1940 р. з 10.5/16, Решевський виграв свій третій поспіль титул;[14]
- поділив 1-2-ге з Решевським у Нью-Йорку в 1942 12.5/15[15], але програв наступний матч плей-оф (+2 -6 =3)
- посів 2-ге місце в 1946 році в Нью-Йорку з гарним результатом 14.5/19, 1,5 очка позаду Решевського;[16]
- поділив 1-2-ге в 1948 році в Саут Фоллсбургу з Германом Штайнером[17], але знову програв матч плей-оф.

Кешден став би чемпіоном США в 1942 році, але поступився Решевському, оскільки директор турніру Л. Волтер Стівенс записав програш Решевського Денкеру за часом як навпаки перемогу.

### Воєнні роки
Кешден зіграв унічию 5-5 матч проти Горовиця в Нью-Йорку 1938. Після початку Другої світової війни в 1939 році кількість шахових змагань значно скоротилась. Кешден виграв у Гавані 1940 році з результатом 7.5/9. Поділив 2-4-те на чемпіонаті штату Нью-Йорк  у Гамільтоні 1941, Файн переміг з результатом 7/10. Програв обидві свої партії проти Олександра Котова в радіо матчі 1945 року проти СРСР, який ознаменував остаточний перехід у світі шахового верховенства до СРСР. У Голлівуді 1945 посів 5-те місце з результатом 7/12, а переміг Решевський.
Один із дітей Кешдена мав серйозні проблеми зі здоров'ям, і в 1940 році сім'я переїхала в Каліфорнію через її сприятливіший клімат.

### Після війни
Американська команда їздила до Москви у 1946 році на матч-реванш проти Радянської команди, і Кешден частково помстився за свій результат проти Котова за рік до того, вигравши 1.5-0.5. У Майстер-заході, організованому Манхеттенським шаховим клубом у 1948 році, Кешден набрав 5,5/7, опинившись на 2-му місці позаду Джорджа Крамера. Але 1948 року в Нью-Йорку він набрав лише 4/9, поділивши 7-8-ме місце, а переміг там Файн. На Відкритому чемпіонаті США, Форт-Ворт 1951, Кешден набрав 8/11, а перемогу здобув Ларрі Еванс. У Голлівуді 1952 він набрав 4/9, посівши 7-ме місце, а перемогу здобув Светозар Глігорич. Останньою змагальною подією Кешдена був матч 1955 року в Москві проти СРСР, де він набрав 1,5/4 проти Марка Тайманова.
Він з'явився на 9 лютого 1956 року на телевізійній версії шоу Граучо Маркса You Bet Your Life, на якому ведучий звертався до нього як "Mr. Ashcan", і викликав його на матч за $500 (але тільки якщо дозволено буде обманювати). Кешден і його напарниця Хелен Шварц (матір майбутнього актора Тоні Кертіса) виграли $175.

### Організатор, арбітр, письменник
Кешден був удостоєний титулу гросмейстера в 1954 році і  міжнародного арбітра в 1960 році. Був капітаном американської команди на Олімпіаді в Лейпцигу 1960, на якій вони завоювали срібні нагороди. Френк Бреді оцінив внесок Кешдена: "Можливо, найціннішим членом був Айзек Кешден, який не грав. Як капітан команди він приніс нашим гравцям незрівнянні знання не тільки про хитроплетіння міжнародних командних шахів, але також бажання боротьби і впевненість тридцятих, коли він був попереду і в центрі безперервної послідовності американських перемог".
У 1933 році Кешден у партнерстві з Горовіцом заснував Chess Review, журнал, який придбала Шахова федерація США в 1969 році. Він редагував книгу про турнір Кубок П'ятигорського 1966.

## Стиль та оцінки
Денкер і Парр пишуть, що Кешден був сильним тактиком, але що його справжня сила була в ендшпілі, і що він був дуже сильний з двома слонами. Однак, гросмейстер Денкер також зазначив, що "легкий дотик неорганічності" іноді закрадався в гру Кешдена, оскільки він іноді вдавався до штучних маневрів, щоб отримати двох слонів. Відсутність практики на вищому рівні після середини 1930-х років, в зв'язку з економічними інтересами, привела до поступового випадання Кешдена з еліти.

## Цитати
"Ніколи не було ганьбою програти Кешдену."—ГМ Арнольд Денкер, If You Must Play Chess, 1947